# Protoptila coloma
Protoptila coloma är en nattsländeart som beskrevs av Ross 1941. Protoptila coloma ingår i släktet Protoptila och familjen stenhusnattsländor. Inga underarter finns listade i Catalogue of Life.